# Francisco Herrera (oidor)
Francisco Herrera (ca. 1500 - ca. 1575) fue un magistrado de la Real Audiencia de México quien en 1548 fue nombrado oidor y visitador para seguir juicio de residencia a Francisco de Montejo en la provincia de Yucatán. En tal función, Herrera se desempeñó como gobernante de Yucatán  y de Tabasco. Al término de su participación en el juicio de residencia, Herrera retornó a la Ciudad de México para seguir actuando como magistrado de la Audiencia. Más tarde, en 1555, fue nombrado oidor en la Real Audiencia de Santo Domingo.

## Datos históricos
La provincia de Yucatán dependió jurisdiccionalmente de forma alterna de la Real Audiencia de México y de la Real Audiencia de los Confines. En 1549 se dio uno de tales cambios que produjo una seria confusión: los Confines bajo cuya jurisdicción estaba Yucatán decidió iniciar el juicio de residencia del adelantado Francisco de Montejo, en contra de quien se habían recibido numerosas quejas por abusos cometidos en perjuicio de los indígenas mayas y del tesoro real. Para tal efecto la Audiencia nombró a Blas Cota que era una persona de reconocido prestigio y conocimiento en asuntos legales, para que visitara la provincia, empezara el juicio en contra del conquistador y se hiciera cargo de la gobernación de la región en tanto se seguía tal juicio. Casi simultáneamente, por decisión del rey Carlos I de España, Yucatán volvió a entrar al ámbito jurisdiccional de la Real Audiencia de México, instancia que a su vez y sin estar enterada de la decisión de los Confines que se dio previamente, decidió iniciar un juicio idéntico, nombrando para el propósito a otro jurista experto y reconocido: Francisco Herera, para que hiciera las mismas tareas para las que habá sido designado Blas Cota.
Francisco Herrera tuvo instrucciones de suspender en sus cargos a los tres Montejos, el Adelantado, el hijo y el sobrino, que habían conducido, tras más de veinte años de acción, la conquista del territorio de Tabasco y de la peninsular. Debía destituirlos de sus cargos de gobierno que ocupaban tanto en la región de Tabasco como en Campeche y Mérida ciudad que tenía poco tiempo de haber sido fundada.

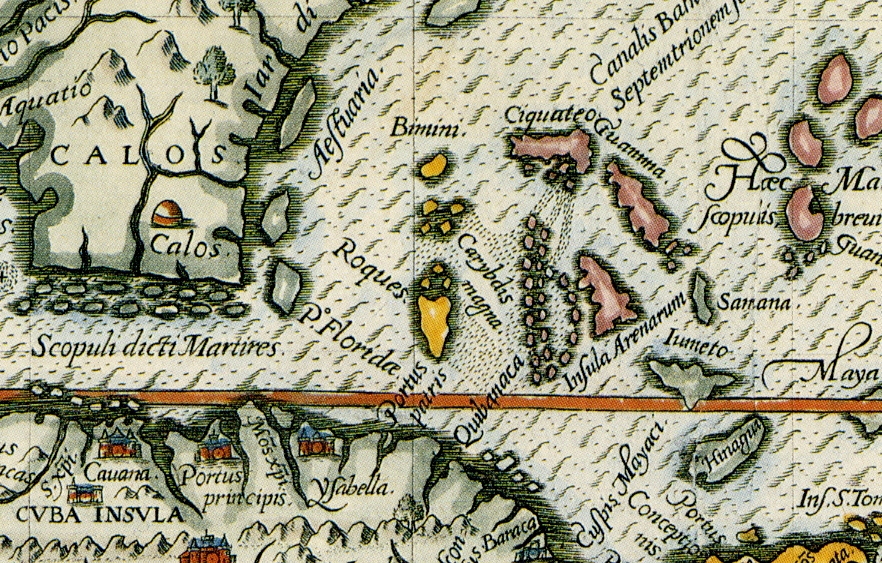
Francisco Herrera estuvo directamente relacionado con las audiencias de México, Guatemala y Santo Domingo

Herrera estaba predispuesto en favor de Francisco de Montejo por conversaciones que había sostenido con Alonso Maldonado, yerno del adelantado Montejo, y que había sido también presidente de la Real Audiencia de los Confines, cuando ambos se encontraron en Veracruz. Se dijo incluso que estaba emparentado con la primera esposa de Francisco de Montejo, Beatriz de Herrera, cosa que después se demostró no ser cierta.
Cuando Herrera llegó a la provincia y se enteró de los avances del juicio que ya había realizado Cota, contando con el apoyo de los aliados de Montejo en la región, desconoció a este, lo suspendió en sus labores acusándolo de usurpador y lo encarceló. Cota, indignado, hizo llegar su queja a los Confines, a España y a la Audiencia de México, desde donde llegó la instrucción para Herrera de liberar en el acto a Cota, quien se retiró a Guatemala, donde, en 1550, se produjo su vindicación y se convalidó la destitución de Francisco de Montejo de todos sus cargos.
Finalmente, la mayor parte de las acusaciones en contra de los Montejo habrían de prevalecer, al punto de que el Adelantado partió hacia España ese mismo año de 1550, dejando sus conquistas atrás, para emprender su propia defensa ante el Consejo de Indias. Moriría tres años después, mientras su hijo y sobrino se quedaron en Yucatán, en donde años más tarde volvieron a tener cargos públicos de responsabilidad.
Aunque Herrera tuvo una actitud de condescendencia hacia el Adelantado y sus parientes y en el juicio no determinó acciones que los incriminaran en lo fundamental, sí tomó algunas medidas en contra de los Montejo, sobre todo de carácter pecuniario, como establecer multas y confiscaciones de bienes y propiedades. El juicio seguido por Herrera habría de ser continuado por Diego de Santillán que fue enviado ex profeso por la Real Audiencia de México.
Al concluir su tarea en Yucatán, Herrera regresó a la Ciudad de México en donde siguió desempeñándose como oidor de la Audiencia por siete años más, tras los cuales fue designado oidor de la Real Audiencia de Santo Domingo.